# Gulbäckesjön
Gulbäckesjön är en sjö i Motala kommun i Östergötland och ingår i Motala ströms huvudavrinningsområde.